# Holland Smith
Holland McTyeire »Howlin' Mad« Smith, ameriški general, * 20. april 1882, Seale, Alabama, Združene države Amerike, † 12. januar 1967, San Diego, Kalifornija.
Služil je kot general ameriških marincev med drugo svetovno vojno. Označujejo ga za očeta sodobnega amfibijskodesantnega bojevanja. Vzdevek »Howlin' Mad« Smith so mu dali njegovi vojaki v Dominikanski republiki leta 1916.
Na predvečer druge svetovne vojne je General Smith usmerjal obsežno usposabljanje kopenske vojske, mornarice in marincev, ki je pomembno prispevalo k uspešnim desantnim akcijam, tako v Atlantiku kot v Pacifiku. Nato je pomagal pripraviti ameriško vojsko in kanadsko vojsko za bojevanje v Evropi in na Pacifiku, kasneje pa je vodil 5. amfibijski korpus v napadih na Gilbertove otoke, Marshallove otoke, otok Saipan, Palestine v Marianskih otokih in na Iwo Jmo.
Med operacijo na Marianskih otokih, poleg 5. amfibijska korpusa, je poveljeval vsem ekspedicijskim enotam, vključno s tistimi, ki so ponovno zavzele Gvam. Nato je služil kot prvi poveljujoči general korpusa mornariške pehote ZDA na Pacifiku in vodil Task Force 56 (ekspedicijske čete) na Iwo Jimo, ki je vključevala vse napade vojakov v tej bitki.